# Caazapá
Caazapá è una città del Paraguay, capoluogo del dipartimento omonimo.

## Geografia fisica
Caazapá è situata a 193 km a sud-est della capitale nazionale Asunción.

### Clima
Il clima è subtropicale, la temperatura media è di 21 °C, la media estiva è attorno ai 33 °C, e la media invernale di 11 °C. La città sorge in uno dei dipartimenti più piovosi del paese.

## Etimologia
L'origine del nome risale all'espressione guaraní "Ka'a rehasa-pa" che significa "al di là della montagna".
Anticamente il suo nome era "San José de Caazapá".

## Storia
Fondata nel 1607 da Frate Luis de Bolaños durante il secondo governo di Hernandarias, era conosciuta con il nome di San José de Tebicuary. Sotto la direzione di Frate Bolaños si formò una riduzione, integrata da indigeni e altri francescani, oltre che da altri indios della riduzione di Itá disposti a collaborare nella conversione degli abitanti di questo luogo.
La città fu dichiarata municipio nel 1884.

## Società

### Popolazione
Al censimento del 2002 la popolazione urbana di Caazapá contava 5 990 abitanti (22 372 nell'intero distretto), secondo la Dirección General de Estadística, Encuestas y Censos.

## Economia
Caazapá è un centro prevalentemente agricolo. Di particolare rilevanza la coltivazione del cotone e della canna da zucchero. Uno dei problemi che un tempo doveva affrontare la città era quello dell'isolamento: situata a 230 km dalla capitale Asunción, all'epoca della ferrovia solo la stazione della città di Maciel (ora in totale abbandono) la collegava con essa.

### Turismo
È molto famosa nel paese la fonte “Ycuá Bolaños”, che secondo la leggenda, fece sgorgare lo stesso Frate Luis de Bolaños, incalzato dagli indios del luogo che stavano subendo una grande siccità e chiedevano una prova del potere di quel Dio del quale il Frate tanto parlava. Secondo ciò che raccontano gli abitanti, questa fonte non rimase mai senza acqua, neppure nelle epoche di siccità, e ancora oggi concede fortuna agli innamorati.
La chiesa della città è del periodo dei francescani. Inoltre, l'Oratorio di San Roque, altra reliquia dello stesso periodo, è in ottimo stato di conservazione.
Caazapá è una località storica e conserva ancora case coloniali nella propria cinta urbana. Fu la riduzione Francescana più importante del Río de la Plata.

## Infrastrutture e trasporti
Caazapá è situata lungo la strada nazionale 8, un'importante arteria di comunicazione che attraversa da nord a sud tutta la regione orientale del Paraguay.